# Palazzo Boncompagni Corcos

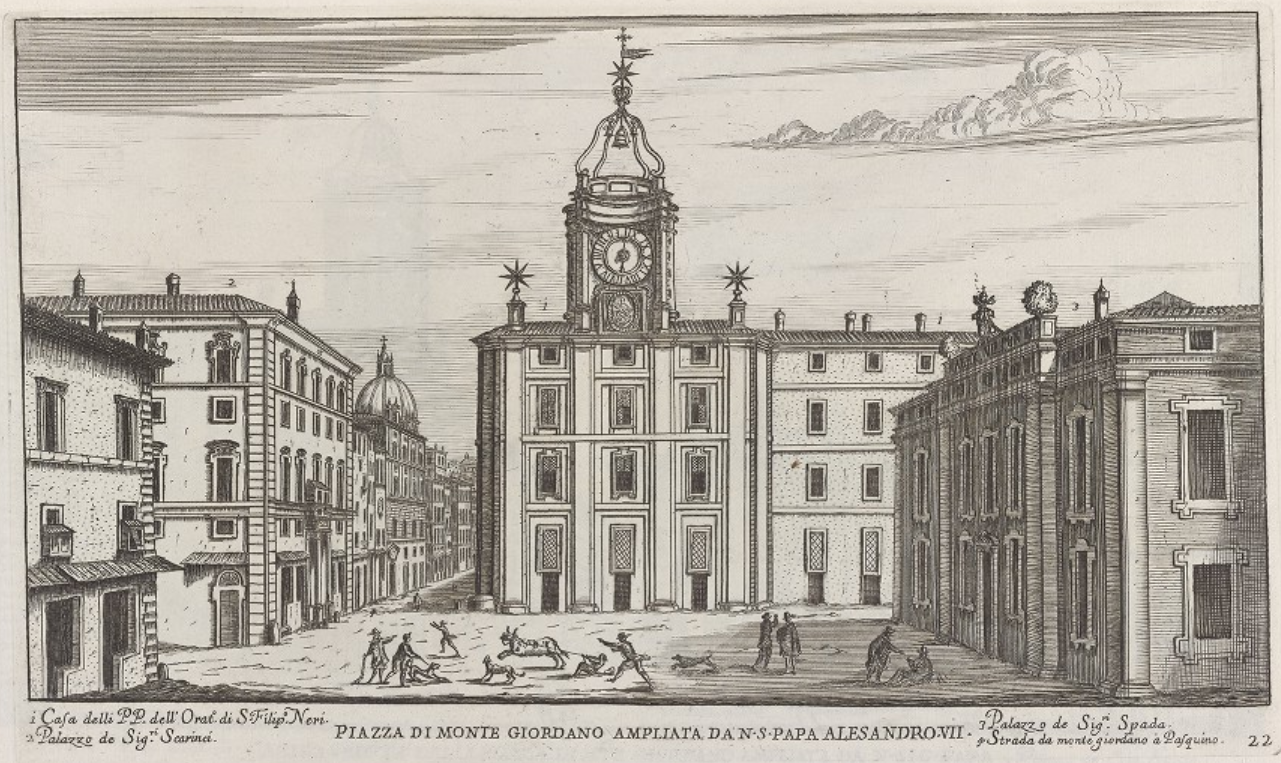
Nesta gravura de Giovanni Battista Falda (1665) da Piazza dell'Orologio, o Palazzo Boncompagni Corcos é o da esquerda (nº 2), na esquina. Bem em frente está o Palazzo Spada Bennicelli. No fundo, com a torre do relógio, o Oratorio dei Filippini.

Palazzo Boncompagni Corcos ou Palazzo Corcos Boncompagni, conhecido também como Palazzo Scarinci, é um palácio maneirista localizado na esquina da Via del Governo Vecchio (antiga Strada Papale) com a Via degli Orsini, no rione Ponte de Roma, de frente para a Piazza dell'Orologio.

## História
No século XVI, os judeus vivendo nos Estados Papais eram obrigados a viver em locais específicos em Roma ou em Ancona e sofriam muita pressão para se converterem. Em 1582, Salomon Corcos, instruído pelos filipinos, finalmente cedeu e se converteu ao cristianismo e, em homenagem ao papa reinante, Gregório XIII Boncompagni, assumiu o nome e o sobrenome dele, Ugo Boncompagni. A família Corcos então pôde construir, no século XVII, este elegante palácio na Piazza dell'Orologio. Ele foi depois adquirido depois pelos Scarinci e pelos Camerata, que o mantiveram até a metade do século XVIII, quando o edifício passou a sediar a Accademia degli Infecondi, uma congregação de fanáticos pela virgindade que exaltavam em poesia sua própria pureza. Nos primeiros anos do século XIX, o edifício passou para os De Sangro. 

## Descrição
O edifício se apresenta com uma fachada em dois pisos mais dois mezzaninos, um entre o primeiro e o segundo piso e outro abaixo do beiral, o que resulta numa alternância de grandes e pequenas janelas pela fachada. O portal é imponente e majestoso, com duas colunas que sustentam uma varanda com balaustrada; entre as colunas está uma grande concha da qual pendem dois festões e sobre elas estão capitéis com cabeças de dragão, símbolo heráldico dos Boncompagni, presentes também no beiral. Entre os demais elementos decorativos estão mascarões entre os tímpanos curvilíneos das janelas do primeiro piso e cabeças femininas nas do segundo. Os cantos da fachada são decorados por silhares rusticados de tamanhos desiguais do chão até o beiral.
O interior conta com belas pinturas de Carlo Cesi, como o "Triunfo de Baco e Ariadne", realizada por ocasião das bodas entre Madalena Scarinci com Fillipo Camerata e parte de um programa decorativo inspirado pelas obras dos Carracci no Palazzo Farnese.